# Cymodoce erythraea
Cymodoce erythraea là một loài chân đều trong họ Sphaeromatidae. Loài này được Nobili miêu tả khoa học năm 1906.